# Jonathan Harvey (Komponist)
Jonathan Dean Harvey (* 3. Mai 1939 in Sutton Coldfield, England; † 4. Dezember 2012 in Lewes, England) war ein britischer Komponist.

## Leben
Harvey studierte am St John’s College (Cambridge) Philosophie, nahm aber auf Anraten von Benjamin Britten zugleich Unterricht bei Erwin Stein und Hans Keller. Frühe musikalische Einflüsse gingen von der Musik von Arnold Schönberg, Alban Berg, Olivier Messiaen und Britten aus. Während seines Aufbaustudiums an der Glasgow University war Harvey Cellist im BBC Scottish Symphony Orchestra. In dieser Zeit begann er sich für die Musik von Karlheinz Stockhausen zu interessieren, über die er 1975 ein Buch schrieb.
1969 bekam er ein „Harkness-Stipendium“ der Stadt New York für die Princeton University, wo er Milton Babbitt kennenlernte, der gleichfalls einen starken Einfluss auf ihn ausübte. In den 1980er Jahren arbeitete Harvey auf Einladung von Pierre Boulez am IRCAM. Dort produzierte er unter anderem die Live-Elektronik für sein Orchesterwerk Speakings, das, wie der Titel andeutet, die Instrumente zum Sprechen bringen sollte (make an orchestra speak).
1993 wurde seine Oper The Inquest of Love an der English National Opera in London, 2007 seine Oper Wagner Dream am Grand théâtre de la ville de Luxembourg uraufgeführt.
Harvey war Gastdozent an der University of Oxford, am Imperial College London und an der Sussex University, 2004 wirkte er in der Jury der Weltmusiktage der Internationalen Gesellschaft für Neue Musik ISCM. Von 2005 bis 2008 war er „Composer in Association“ des BBC Scottish Symphony Orchestra und 2009 „Composer in Residence“ des „Huddersfield Contemporary Music Festival“. 1989 wurde er zum ordentlichen Mitglied der Academia Europaea gewählt. Im April 2011 wurde er als assoziiertes Mitglied in die Académie royale des Sciences, des Lettres et des Beaux-Arts de Belgique aufgenommen.
Harveys Nachlass befindet sich seit 2016 in der Paul Sacher Stiftung Basel.

## Werke

### Schriften
- The Music of Stockhausen: An Introduction. University of California Press, Berkeley/Los Angeles 1975, ISBN 0-520-02311-0.
- Inner Light (3). In: The Musical Times 117, no. 1596, Februar 1976, S. 125–127.
- Ferneyhough. Edition Peters, London 1981.
- New Directions: A Manifesto. In: Soundings: A Music Journal. 11 (Winter) 1983, S. 2–13.
- Music and Inspiration. Hrsg. von Michael Downes. Faber and Faber, London/New York 1999, ISBN 0-571-20025-7.
- In Quest of Spirit: Thoughts on Music. The Bloch Lectures. Mit CD. University of California Press, Berkeley/Los Angeles 1999, ISBN 0-520-21392-0.
  - Französische Ausgabe: Pensées sur la musique: la quête de l'esprit. Übersetzt von Mireille Tansman Zanuttini in Zusammenarbeit und mit Einführung von Danielle Cohen-Levinas. L’Harmattan, Paris 2007, ISBN 2-296-03753-4.
  - Spanisch: Música e inspiración. Übersetzt von Carme Castells. Global Rhythm Press, Barcelona 2008, ISBN 978-84-96879-31-7/ISBN 84-96879-31-3.
- Mit Jean-Claude Carrière: Circles of Silence. The Cahiers Series no. 3. Center for Writers & Translators, the Arts Arena, AUP, Paris / Sylph Editions, Lewes [England] 2007, ISBN 0-9552963-3-1.

### Kompositionen (Auswahl)
- Dialogue und Song für Violoncello (1965/1977)
- Four Images after Yeats für Klavier (1969)
- Klavier-Trio (1971)
- I love the Lord, Motette (1976)[11][12][13]
- String Quartet No. 1 (1977)
- O Jesu Nomen Dulce für Chor (1979)
- Mortuos Plango, Vivos Voco für Live-Elektronik und Tonband (1980)
- Mythic Figures (1980)
- Bhakti für 15 Spieler und Tonband (1982)
- Curve with Plateaux für Violoncello (1982)
- Flight-Elegy für Violine und Klavier (1983–1989)
- Nataraja für Flöte, Piccoloflöte und Klavier (1983)
- Nachtlied für Sopran, Klavier und Tonband (1984)
- Come Holy Ghost für Chor (1984)
- Ricercare una Melodia für Trompete, Violoncello, Flöte, Oboe und Posaune mit Tonband delay system (1984)
- Song Offerings für Sopran und Ensemble (8 Spieler) (1985)
- Forms of Emptiness für Chor (1986)
- God is our Refuge für Chor und Orgel (1986)
- Madonna of Winter und Spring für Orchester, Synthesizer und Elektronik (1986)
- Lauds für Chor und Violoncello (1987)
- From Silence für Sopran, 6 Spieler und Tonband (1988)
- String Quartet No. 2 (1988)
- Three Sketches für Violoncello (1989)
- Ritual Melodies für Tonband (1989–90)
- Violoncello Concerto (1990)
- Fantasia für Orgel (1991)
- Serenade in Homage to Mozart für 10 Bläser (1991)
- Scena für Violine und Ensemble (9 Spieler) (1992)
- Lotuses für Flöten-Quartett (1992)
- Chant für Violoncello (Viola) (1992–1994)
- The Riot für Flöte, Piccolo, Bassklarinette und Klavier (1993)
- One Evening... für Sopran, Mezzosopran, Ensemble (8 Spieler) und Live-Elektronik (1993–1994)
- The Angels für Chor (1994)
- Tombeau de Messiaen für Klavier und Tonband (1994)
- Advaya für Violoncello, Keyboard und Elektronik (1994)
- Dum Transisset Sabbatum für Chor (1995)
- String Quartet No. 3 (1995)
- Percussion Concerto (1997)
- Sufi Dance für Gitarre (1997)
- Wheel of Emptiness für Ensemble (16 Spieler) (1997)
- Ashes Dance Back für Chor und Elektronik (1997)
- Death of Light/Light of Death für Ensemble (5 Spieler) zu Grünewalds Isenheimer Altar (1998)
- Tranquil Abiding für kleines Orchester (1998)
- Valley of Aosta für 13 Spieler und Elektronik (1998)
- Marahi für Chor (1999)
- The Summer Cloud's Awakening für Chor, Flöte, Violoncello und Elektronik (2001)
- Vers für Klavier (2000)
- Jubilus für Viola und Ensemble (2003)
- String Quartet No. 4 mit Live-Elektronik (2003)
- String Trio (2004)
- Body Mundala für Orchester (2006)
- Wagner Dream, Oper (2007)
- Sprechgesang für Oboe/Englisch Horn und Ensemble (13 Spieler) (2007)
- Other Presences für Trompete und Elektronik (2008)
- Imaginings für Violoncello und Live-Elektronik
- Philia's Dream für Violoncello und Synthesizer
- Weltethos für Sprecher, Chöre und Orchester (2011)